# Георги Кючуку (стадион)
„Георги Кючуку“ (на албански: Gjorgji Kyçyku) е многофункционален стадион в град Поградец, Албания.
Старото име на стадиона е „Юли и Кук“ (Ylli i Kuq). Съоръжението разполага с капацитет от 10 700 места и приема домакинските мачове на местния футболен отбор КС „Поградеци“.